# Old Lyme
Old Lyme es un pueblo ubicado en el condado de New London en el estado estadounidense de Connecticut. En el año 2005 tenía una población de 7,488 habitantes y una densidad poblacional de 125 personas por km².

## Geografía
Old Lyme se encuentra ubicado en las coordenadas 41°19′02″N 72°18′11″O / 41.31722, -72.30306.

## Demografía
Según la Oficina del Censo en 2000 los ingresos medios por hogar en la localidad eran de $68,386 y los ingresos medios por familia eran $75,779. Los hombres tenían unos ingresos medios de $52,110 frente a los $39,158 para las mujeres. La renta per cápita para la localidad era de $41,386. Alrededor del 3.4% de la población estaban por debajo del umbral de pobreza.